# Sylvia Fedoruk
Sylvia Olga Fedoruk (Canora, Saskatchewan; 5 de mayo de 1927 - Saskatoon, Saskatchewan; 26 de septiembre de 2012) fue una científica canadiense y vicegobernadora n.º 17 de Saskatchewan.

## Biografía
Hija de inmigrantes ucranianos. Recibió una licenciatura en física de la Universidad de Saskatchewan, en 1949, y una maestría en 1951.
Fue la jefa físico médico de la Clínica de Cáncer de Saskatoon y directora de servicios de física en la Clínica de Cáncer de Saskatchewan. Fue profesora de oncología y miembro asociado de física en la Universidad de Saskatchewan. Estuvo implicada en el desarrollo de la primera unidad de cobalto-60 en el mundo y una de las primeras máquinas de exploración de medicina nuclear.
Fue la primera mujer miembro de la Junta de Control de Energía Atómica de Canadá.
Desde 1986 hasta 1989 fue rectora de la Universidad de Saskatchewan. Ella fue la primera mujer en ocupar este puesto en la Universidad de Saskatchewan.
Fue presidenta entre 1971 y 1972 de la Asociación de Damas canadienses de Curling. En 1986, fue incluida en el Salón de la Fama de Curling canadiense, como constructora, y fue condecorada con la Orden del Mérito de Saskatchewan. En 1961, ganó el primer campeonato diamante 'D' para el equipo de Saskatchewan como tercera.
En 1987, fue nombrada Oficial de la Orden de Canadá.